# تپه آقا جان سیاه چغا
تپه آقا جان سیاه چغا مربوط به سده‌های میانه دوران‌های تاریخی پس از اسلام است و در شهرستان صحنه، بخش مرکزی، روستای سیاه چغا واقع شده و این اثر در تاریخ ۱۸ خرداد ۱۳۸۴ با شمارهٔ ثبت ۱۱۸۴۲ به‌عنوان یکی از آثار ملی ایران به ثبت رسیده است.